# Baltica (Schiff, 1959)
Die Baltica ist ein deutsches Seebäderschiff der Reederei BSTW Baltic Schiffahrt und Touristik in Warnemünde.

## Geschichte

### Rüm Hart

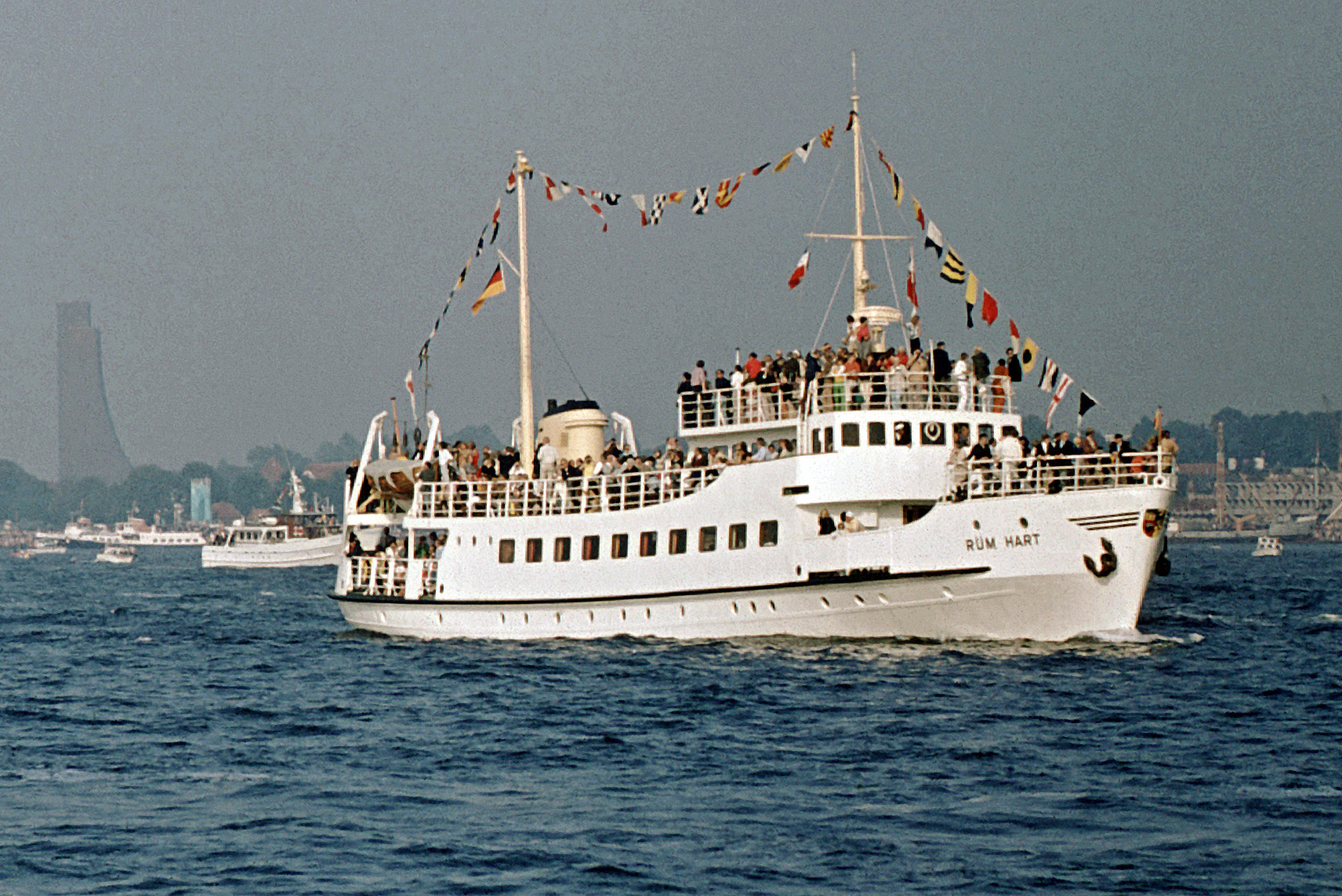
Rüm Hart bei der Windjammerparade 1972 in Kiel

Das Schiff wurde mit der Baunummer 1136 bei der Husumer Schiffswerft für die Wyker Dampfschiffs-Reederei Föhr-Amrum (W.D.R.) in Wyk auf Föhr gebaut. Es wurde am 10. Januar 1959 auf Kiel gelegt. Der Stapellauf erfolgte im März, die Fertigstellung im Mai 1959 und am 13. Mai desselben Jahres wurde das Schiff als Rüm Hart an den Auftraggeber abgeliefert.
In den Jahren bis 1982 wurde es von der W.D.R zunächst vorwiegend auf der Route zwischen Dagebüll, Wyk und Amrum eingesetzt sowie gelegentlich auch für Ausflugsfahrten nach Helgoland und Sylt verwendet. Nachdem im Linienverkehr mehr und mehr Roll-on-Roll-off-Schiffe (Fachbezeichnung: RoRo-Schiff) zum Einsatz kamen, verlagerte sich das Einsatzgebiet der Rüm Hart in der Sommersaison allmählich immer stärker auf den Tagesausflugsverkehr, insbesondere von Dagebüll, Föhr und Amrum nach Helgoland sowie auch von Husum oder Tönning nach Helgoland.
Daneben führte das Schiff im Sommer 1961, zur Jahreswende 1964/65 und im Sommer 1974 Reisen nach Dänemark und Schweden durch. 1971/72 fuhr die Rüm Hart einige Zeit in Charter der Reederei Cassen Eils auf der Linie von Büsum zur Insel Helgoland und im Sommer 1976 führte sie Helgolandfahrten von Cuxhaven in Charter der HADAG durch. 1981/82 war das Schiff auf der Strecke von Hörnum (Sylt) nach Helgoland eingesetzt.

### Baltica

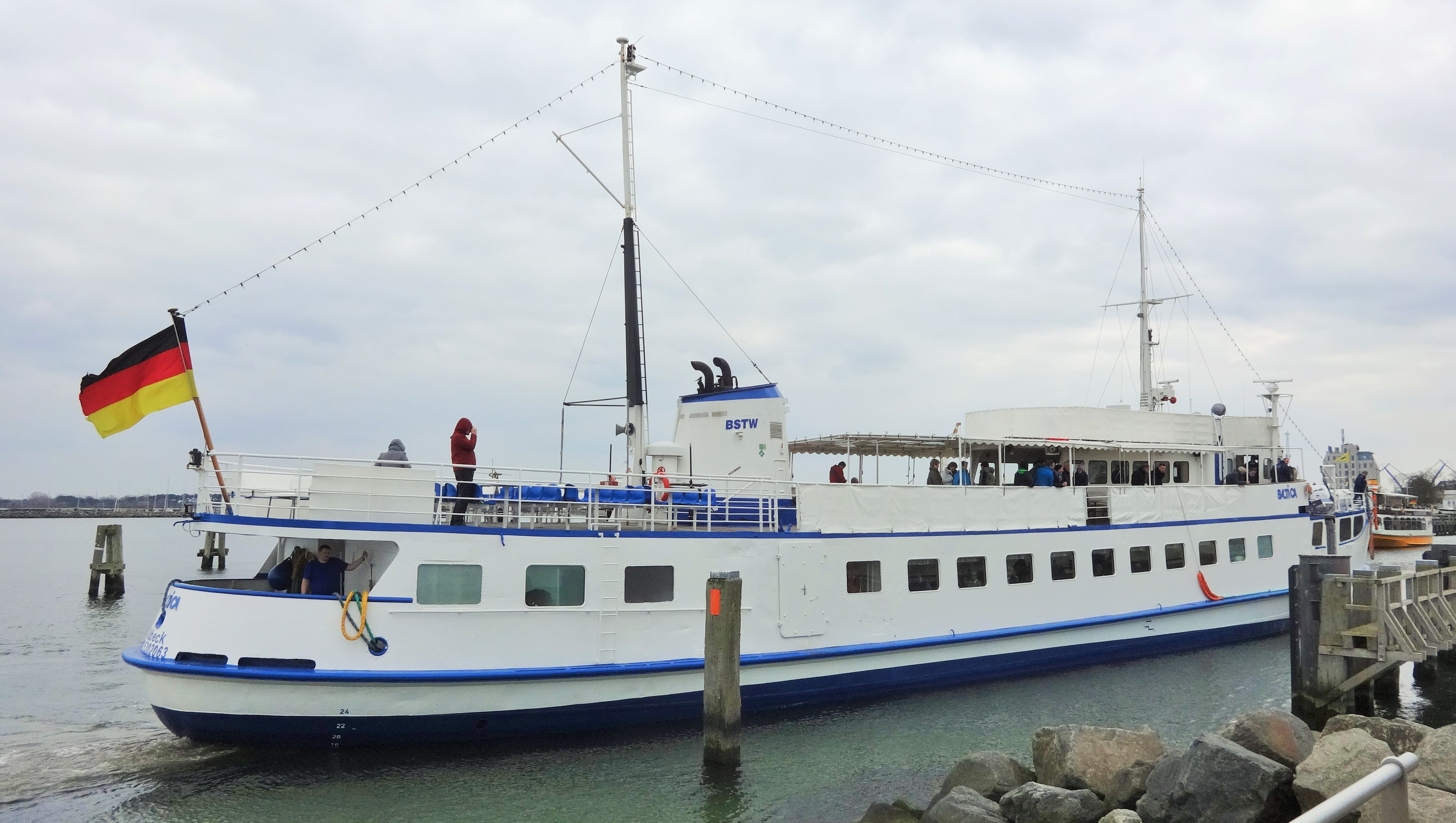
Heckansicht der Baltica

Im Mai 1982 veräußerte die W.D.R. das Schiff und ersetzte es im November 1982 durch ein zehn Jahre jüngeres, gleichnamiges Schiff. Seitdem fährt das in Baltica umbenannte Schiff in der Ostsee. Der erste Eigner nach der W.D.R. war Rolf Böttcher aus Neustadt, der die Baltica von Neustadt aus einsetzte. Nach Böttchers Konkurs am 27. Juli 1983 wurde das Schiff an die Flensburger Förde Schiffahrtsgesellschaft verkauft, die es an die Seetouristik Kappeln vercharterte. Diese registrierte das Schiff in Kappeln und betrieb es bis 1985 auf Butterfahrten zwischen Flensburg, Kollund und Kappeln. In den Jahren von 1985 bis 1999 änderte sich die Route nach Flensburg, Gråsten und Kappeln. Während dieser Zeit wechselte das Schiff 1990 zu Ursula Lassen & Helga Petersen (Flensburger Förde Schiffahrtgesellschaft) in Kappeln, 1995 dann zur Seetouristik Kappeln. Im Jahr 1997 wurde die Baltica an Heinrich Böttcher aus Lübeck verkauft, der Butterfahrten von Travemünde aus unternahm. Seit 1999 ist das Schiff für die BSTW Baltic Schiffahrt und Touristik aus Warnemünde auf Ostseerundfahrten von Rostock und Warnemünde aus in Fahrt, der Heimathafen ist seit 2000 Lübeck. 
Am 7. April 2025 verlor das Schiff kurz nach der Abfahrt von der Seebrücke Kühlungsborn einen Propeller und eine Antriebswelle. Durch das Leck trat Wasser ins Heck ein, die Baltica drohte zu sinken. Sie fuhr an die Seebrücke zurück, wurde durch die Feuerwehr gelenzt und das Leck wurde provisorisch abgedichtet. Das Schiff soll zur Reparatur in eine Werft gebracht werden.

## Technik
Das Schiff wird von zwei Sechszylinder-Viertakt-Dieselmotoren des Herstellers MaK (Model: MSU 361 A) mit einer Leistung von jeweils 294 kW angetrieben. Die beiden Maschinen wirken auf jeweils einen Festpropeller. Das Schiff erreicht damit eine Geschwindigkeit von maximal 12 kn.
Für die Stromversorgung sind zwei Generatoren mit einer Scheinleistung vom jeweils 99 kVA verbaut.